# Joris van Overeem
Joris van Overeem (Amsterdam, 1º giugno 1994) è un calciatore olandese, centrocampista dell'Heerenveen.

## Carriera

### Club
Cresciuto nell'AZ Alkmaar, nella stagione 2013-2014 gioca una partita in Europa League ed un'altra nella coppa nazionale. Nel 2014 si trasferisce in prestito ai neopromossi del Dordrecht, con cui debutta in Eredivisie. Tornato all'AZ, l'anno seguente si conquista il posto da titolare e segna il suo primo gol in Eredivisie il 25 ottobre 2015 nel match perso 3-1 contro il Feyenoord.

### Nazionale
Ha giocato nella nazionale olandese Under-19.

## Palmarès

### Club

#### Competizioni nazionali
- Campionato israeliano: 1

Maccabi Tel Aviv: 2023-2024
- Supercoppa d'Israele: 1

Maccabi Tel Aviv: 2024
- Coppa Toto: 1

Maccabi Tel Aviv: 2024-2025